# Stylicletodes stylicaudatus
Stylicletodes stylicaudatus is een eenoogkreeftjessoort uit de familie van de Cletodidae. De wetenschappelijke naam van de soort is voor het eerst geldig gepubliceerd in 1935 door Willey.